# Iveta Lutovská
Iveta Lutovská (Třeboň, 14 maggio 1983) è una modella ceca, eletta Miss Repubblica Ceca 2009.
In precedenza Iveta Lutovská aveva vinto il titolo di Miss Model of the World 2007 Iveta Lutovská ha rappresentato la Repubblica Ceca a Miss Universo 2009 il 3 agosto 2009 a Nassau, nelle Bahamas, dove è riuscita a classificarsi nella top ten del concorso di bellezza, diventando la terza concorrente ceca consecutiva a riuscirci.